# Galium subvelutinum
Galium subvelutinum är en måreväxtart som först beskrevs av Dc., och fick sitt nu gällande namn av Karl Heinrich Koch. Galium subvelutinum ingår i släktet måror, och familjen måreväxter.

## Underarter
Arten delas in i följande underarter:
- G. s. oligotrichum
- G. s. subvelutinum